# Museo de la Memoria (Rosario)
El Museo de la Memoria es un museo municipal ubicado en la ciudad de Rosario que trata principalmente sobre la violencia política y el terrorismo de Estado en Argentina en las décadas de 1970 y 1980. Es un espacio donde se resguarda la memoria de hombres y mujeres, protagonistas y testigos de los años de la última dictadura militar en la Argentina.
Creado en 1998 a través de ordenanza del Consejo Municipal de Rosario, con el objeto de promover el acceso al conocimiento y la investigación sobre la situación de los derechos humanos y la memoria social y política en nuestra región, en el país y en Latinoamérica. Su patrimonio incluye material de diverso tipo que informa acerca de las violaciones a los derechos humanos en América Latina y el mundo, especialmente sobre el accionar del terrorismo de Estado durante la última dictadura cívico militar en la Argentina.
Funciona desde diciembre de 2010, en su locación definitiva –la antigua sede del Comando del II Cuerpo de Ejército, que fuera utilizado en oportunidades para albergar los consejos de guerra de muchas víctimas del terrorismo de Estado.
El Museo ofrece al público una sala de muestra permanente, con obras diseñadas por destacados artistas de la ciudad de Rosario, y otra de exposiciones temporarias. También cuenta con un centro documental, una biblioteca especializada con más de 3.500 volúmenes y publicaciones periódicas, un área de extensión educativa, un auditorio con capacidad para más de 120 personas, entre otros servicios.
El Museo de la Memoria de Rosario es una de las instituciones pioneras en América Latina en el tratamiento del tema de las memorias post-genocidas y ha logrado configurarse como un verdadero referente en su tipo en la escena nacional e internacional.
Esto se evidencia en los convenios y acuerdos de colaboración suscritos con instituciones académicas del país y del extranjero así como también con instituciones que trabajan en diferentes lugares de América Latina y Europa en pos de la reconstrucción de las memorias de períodos post-genocidas.
El Museo es el primero de la Argentina en ser reconocido de interés nacional y uno de los primeros de América Latina que trabaja sobre las causas y consecuencias del accionar del Estado autoritario sobre las poblaciones civiles.
Es miembro de la Coalición Internacional de Sitios de Conciencia,  de la Red Federal de Sitios de Memoria,  dependiente de la Secretaría de Derechos Humanos de la Nación,  y de la Red de Sitios de Memoria Latinoamericanos y Caribeños,  entre otras instituciones.

## Historia
El Museo de la Memoria fue creado en 1998 a través de Ordenanza 6506/1998 del Consejo Municipal de Rosario, con el objetivo de promover el acceso al conocimiento y la investigación sobre la situación de los derechos humanos y la memoria social y política en nuestra región, en el país y en Latinoamérica.
Fue al siguiente año que se designa por Ordenanza 6790/1999 la ubicación definitiva del Museo en el edificio de Córdoba y Moreno.
En diciembre de 2010 se instaló en su sede definitiva, un edificio que en el pasado fue el Comando del II Cuerpo de Ejército y que estaba ubicado, a 100 m, frente al Servicio de Informaciones de la Policía de Santa Fe, uno de los principales centros clandestinos de detención de la provincia.

## El edificio
El inmueble que hoy aloja al museo fue construido en 1928 por el arquitecto rosarino Ermete De Lorenzi como residencia para su familia. La obra se caracterizó por su estilo modernista.
A mediados de los años 1960, el Ejército Argentino ocupó el edificio y lo convirtió en la sede del Comando del II Cuerpo del Ejército. Tras el inicio de la dictadura cívico-militar de 1976, desde esta sede se planificaron los actos de terrorismo de Estado que afectaron una amplia región del país. 

Muchos familiares se dirigían al edificio, fuertemente custodiado, para averiguar sobre los detenidos y en muchas ocasiones allí se celebraron los consejos de guerra que determinaron la muerte o desaparición de algunos detenidos.

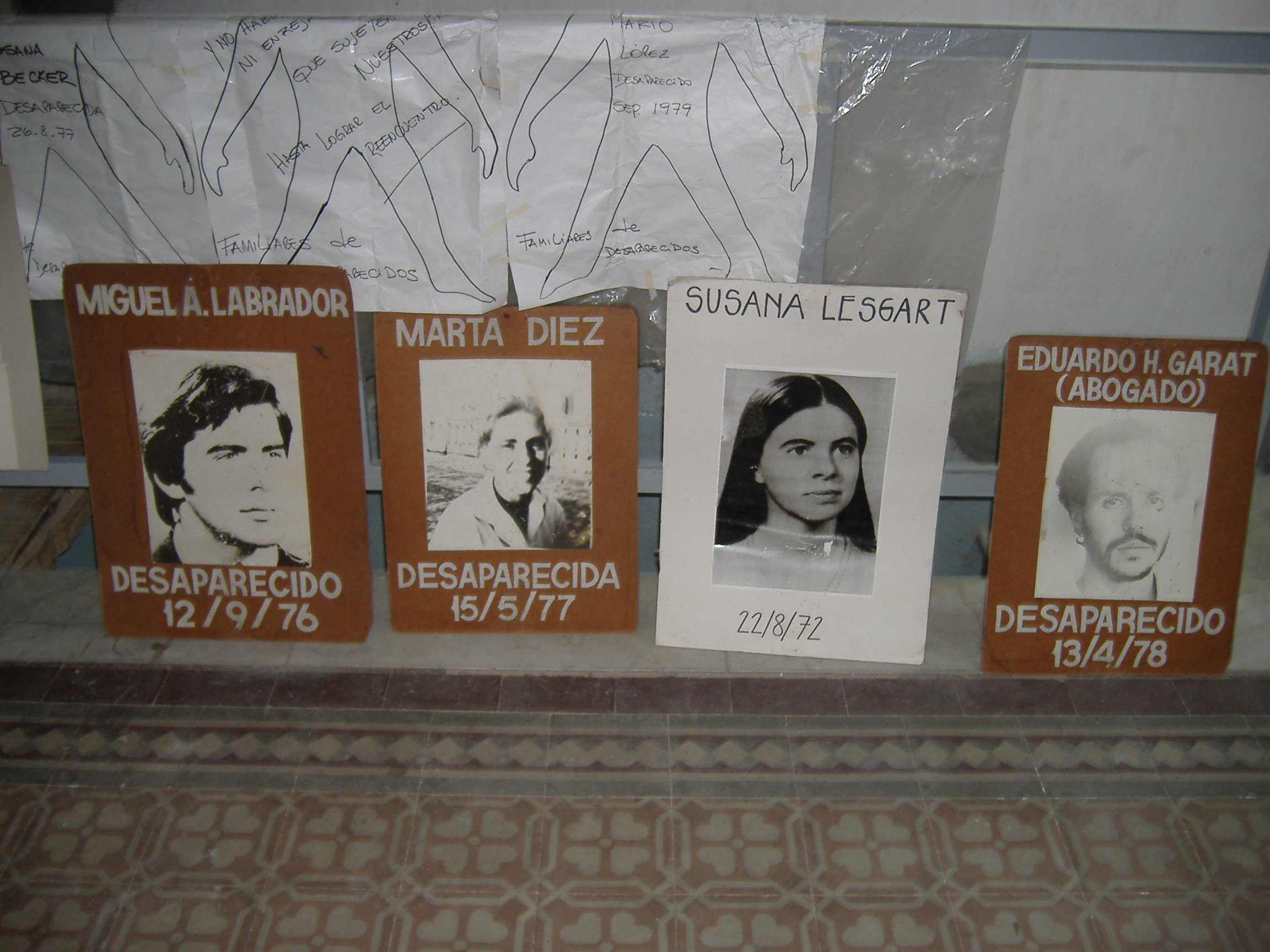
Fotografía de detenidos desaparecidos en Rosario.

Con el fin de la dictadura en los años 1980, el inmueble fue abandonado y luego restaurado para convertirse en el bar Rock & Feller's a fines de los años 1990. En 2010, el lugar fue readaptado para su actual uso.
El edificio es parte de la red de refugios climáticos, espacios ubicados en dependencias públicas y privadas de Rosario, que tienen como objetivo brindar refugio temporal, de manera gratuita, a personas ante olas de calor y otros eventos extremos.

## Instalaciones
En su trabajo de construcción de un relato, el Museo de la Memoria convocó a algunos de los más reconocidos artistas de Rosario para intervenir el espacio museístico alrededor de ciertos ejes temáticos. Así, con la mediación del arte y la literatura, la escena del Museo narra la historia política desde el presente, proponiendo un lugar de interpretaciones en el que el público participa a través de sus sentidos y su reflexión.
El museo cuenta con una muestra permanente, ubicada en la planta baja del edificio, y con una muestra temporaria que va cambiando cada cuatro meses, ubicada en el primer piso. En el subsuelo, se encuentra el auditorio Iván Hernández Larguía, en el que se realizan presentaciones de libros, charlas y otros eventos relacionados con la temática de Derechos Humanos y memoria reciente.
La muestra permanente está compuesta por obras de destacados artistas como Dante Taparelli, Norberto Puzzolo, Daniel García, Graciela Sacco, Julieta Hanono, Federico Fernández Salaffia, Lucrecia Moras y Silvio Moriconi, acompañados por equipos de Memoria Abierta y por los arquitectos Alejandra Buzaglo y Gonzalo Conte. Juntos relatan la historia de la violencia de Estado en América, rearman testimonios de la lucha por los derechos humanos, reconstruyen el mapa de los campos de concentración en el país, redibujan la gesta de las Madres y Abuelas de Plaza de Mayo, entre otras intervenciones que dan por resultado los espacios Memora, Nos queda la palabra, Lectores, Reconstrucciones, Ronda-La ardiente paciencia, Evidencias, Pilares de la memoria, Justicia perseguirás, A las víctimas de la espera y Entre nosotros.

### Obras artísticas
- Memora: diseñada por el artista plástico Dante Taparelli, esta obra despliega, frente a los ojos del visitante, la evocación de hechos de violencia cometidos por el Estado a las comunidades de América Latina a lo largo de su historia.
- Nos Queda la Palabra: desarrollado en colaboración con un equipo de Memoria Abierta, reproduce relatos de sobrevivientes, militantes, familiares de detenidos desaparecidos y protagonistas en la historia de la lucha por los derechos humanos en la Argentina

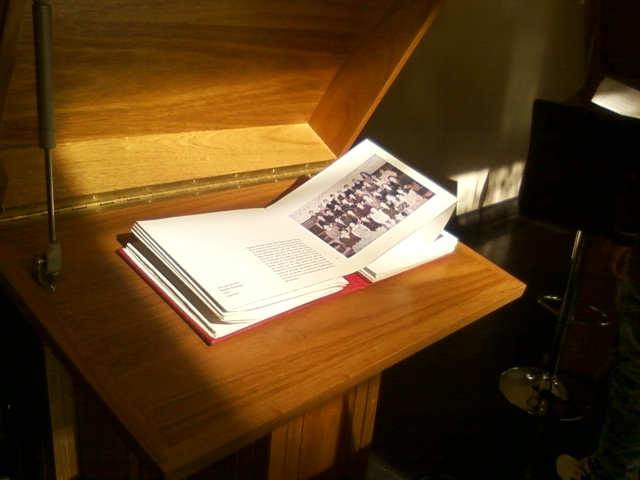

- Lectores: diseñado por Federico Fernández Salaffia y Lucrecia Moras, este espacio invita, a través de la lectura, a la reflexión en torno a la condición humana en situaciones límite.
- Reconstrucciones: instalación que permite visualizar el entramado de centros clandestinos de detención en el territorio argentino. La sala contiene la maqueta del CCD del Servicio de Informaciones de la Jefatura de Policía provincial, realizada por un equipo coordinado por la arquitecta Alejandra Buzaglo, estudios topográficos realizados por el arquitecto Gonzalo Conte y una videoinstalación de la artista plástica Julieta Hanono.
- Ronda-La ardiente paciencia: obra de Daniel García que evoca las históricas rondas de las Madres de Plaza de Mayo, símbolo de la resistencia a la última dictadura militar. Un audio desarrollado por Héctor De Benedictis permite oír relatos y canciones en la voz de las Madres de Rosario.
- Evidencias: es partir del archivo de imágenes de Abuelas de Plaza de Mayo, Norberto Puzzolo recuerda en este espacio el incesante trabajo de restitución de la identidad de decenas de niños arrebatados a sus familias biológicas por el aparato represivo.
- Justicia perseguirás: videoproyección permanente de la historia en la lucha por la verdad y la justicia, realizada por Pablo Romano.
- Entre nosotros: a través de una serie de espejos y acrílicos que reproducen miradas humanas y animales, la obra de Graciela Sacco invita a reflexionar en torno a la sociedad y el lugar de los testigos.
- Pilares de la memoria: a partir de una idea del artista Dante Taparelli, diez columnas diseñadas y construidas por Martín Gatto, giran al roce de la palma de la mano. Contienen los nombres de las víctimas del terrorismo de Estado, grabadas por Fabio Guidotti. El listado es réplica del existente en el parque nacional de la Memoria ubicado en la ciudad de Buenos Aires.